# 春日井駐屯地
春日井駐屯地（かすがいちゅうとんち、JGSDF Camp Kasugai）は、愛知県春日井市西山町無番地に所在し、第10後方支援連隊等が駐屯する陸上自衛隊の駐屯地である。

## 概要
弾薬庫を敷地内に持っていることなどから、年輩の周辺住民からは西山弾薬庫と呼ばれている。また、春日井市自体が、陸軍造兵廠の鳥居松製造所、鷹来製造所、鷹来製造所西山分廠を効率的に運用するため、昭和18年（1943年）6月1日、当時の勝川町、鳥居松村、篠木村、鷹来村が合併してできた市である。
駐屯地司令は、第10後方支援連隊長が兼任。第10後方支援連隊移駐前は第10施設大隊長が兼任していた。

## 沿革
日本陸軍
- 1942年（昭和17年）：陸軍造兵廠鷹来製造所西山分廠建設。

陸上自衛隊
- 1955年（昭和30年）5月14日：陸上自衛隊武器補給処西山弾薬支処が設置[1]。
- 1960年（昭和35年）12月9日：西山弾薬支処が廃止。
- 1962年（昭和37年）1月18日：第10偵察隊が配置（守山駐屯地の西山分屯地）。

陸上自衛隊春日井駐屯地
- 1967年（昭和42年）3月10日：第10施設大隊が豊川駐屯地から移駐し、春日井駐屯地が発足[2]。
- 1974年（昭和49年）：春日井駐屯地業務隊が新編。
- 1975年（昭和50年）3月1日：第10対戦車隊が旧岐阜駐屯地から移駐。
- 1991年（平成03年）3月29日：第10後方支援連隊が新編され、第10武器隊、第10輸送隊が連隊隷下の武器隊、輸送隊に改編。
- 1996年（平成08年）3月29日：第10後方支援連隊武器隊が武器大隊に改編。
- 2004年（平成16年）3月29日：第10師団改編・移駐。

1. 第10後方支援連隊主力（連隊本部および本部付隊、補給隊、衛生隊）が守山駐屯地から移駐。駐屯地司令職務が第10施設大隊長から第10後方支援連隊長に移譲[3]。
2. 第10後方支援連隊武器大隊が廃止され、第1整備大隊、第2整備大隊が新編。隷下部隊の一部は支援先部隊の所在する5個の駐屯地に分散配置。
3. 第10施設大隊に第49普通科連隊の新編に対応した第4施設中隊（即応予備自中隊）が新編。
4. 第10対戦車隊が廃止され、人員装備が第10師団管内の各普通科連隊へ分散配置。
5. 中部方面後方支援隊隷下の中部方面輸送隊第104輸送業務隊第1端末地業務班が新編。

- 2012年（平成24年）3月4日：駐屯地の創立45周年を記念し、式典が開かれ、行進や訓練が披露された[4]。
- 2014年（平成26年）3月26日：第10施設大隊第4施設中隊（即応予備自中隊）を廃止。
- 2015年（平成27年）3月26日：会計隊の改編に伴い、第426会計隊が廃止され第408会計隊春日井派遣隊が設置される。
- 2018年（平成30年）3月27日：中部方面輸送隊第104輸送業務隊第1端末地業務班を廃止し、陸上自衛隊中央輸送隊隷下の第4方面分遣隊第1端末地業務班に改編。
- 2024年（令和06年）3月20日：

1. 第10偵察隊が廃止。同3月21日、第10戦車大隊（今津駐屯地）と統合し、第10偵察戦闘大隊を豊川駐屯地に新編[5]。
2. 第10後方支援連隊第2整備大隊偵察直接支援小隊（第10偵察隊を支援）が廃止。

## 駐屯部隊

### 中部方面隊隷下部隊
- 第10師団
  - 第10後方支援連隊
  - 第10施設大隊
- 中部方面システム通信群
  - 第104基地システム通信大隊
    - 第306基地通信中隊
      - 春日井派遣隊
- 中部方面会計隊
  - 第408会計隊
    - 春日井派遣隊
- 春日井駐屯地業務隊

### 防衛大臣直轄部隊
- 警務隊
  - 中部方面警務隊
    - 第130地区警務隊
      - 春日井連絡班
- 陸上自衛隊中央輸送隊
  - 第4方面分遣隊
    - 第1端末地業務班[6]

## 最寄の幹線交通
- 高速道路
  - 東名高速道路 春日井IC
- 一般道
  - 国道19号（春日井バイパス）、国道155号、愛知県道199号高蔵寺小牧線、愛知県道102号名古屋犬山線（木曽街道）
- 鉄道
  - JR中央本線 春日井駅
  - 名鉄小牧線 小牧駅
- 港湾
  - 名古屋港（指定特定重要港湾）
- 飛行場
  - 名古屋飛行場（航空自衛隊小牧基地）